# Castelo de Assynt
O Castelo de Assynt foi um castelo, localizado em Eilean Assynt localizado em Loch Assynt, Highland, na Escócia.

## História
O castelo foi concedido a Torquil MacLeod pelo Rei David II da Escócia, em 1343. O castelo parece ter sido abandonado no século 16 após a construção do Castelo Ardvreck.